# 세종특별자치시의 문화유산자료
세종특별자치시의 문화재자료는 세종특별자치시 조례에 따라 지정한 문화재자료이다.

## 지정목록
| 번호 | 사진 | 명칭                                                            | 소재지                       | 관리자 (단체)              | 지정일                                                                      | 참조 |
| 1호  |      | 금남 문절사 (錦南 文節祠)                                       | 세종 금남면 문절사길 55-7    | 창녕성씨학인공파종중       | 2012년 12월 31일 지정                                                       |      |
| 2호  |      | 연동 합호서원 (燕東 合湖書院)                                   | 세종 원합강1길262-6          | 순흥안씨합강종중           | 2012년 12월 31일 지정                                                       |      |
| 3호  |      | 소정 대곡리 삼층석탑 (小井 大谷里 三層石塔)                     | 세종 소정면 대곡리 559-1번지 | 세종특별자치시             | 2012년 12월 31일 지정                                                       |      |
| 4호  |      | 연동 송용리 마애여래입상 (燕東 松龍里 磨崖如來立像)             | 세종 연동면 송용리 99-3번지  | 세종특별자치시             | 2012년 12월 31일 지정                                                       |      |
| 5호  |      | 조치원 봉산영당 (鳥致院 鳳山影堂)                               | 세종 조치원읍 봉산로 90-11   | 강화최씨종중               | 2012년 12월 31일 지정                                                       |      |
| 6호  |      | 장군 덕천군사우 (將軍 德泉君祠宇)                               | 세종 장군면 태산길 93-6      | 전주이씨덕천군파종회       | 2012년 12월 31일 지정                                                       |      |
| 7호  |      | 금남 남산영당 (錦南 南山影堂)                                   | 세종 금남면 남산길 51-4      | 남대현                     | 2012년 12월 31일 지정                                                       |      |
| 8호  |      | 나성 독락정 (羅城 獨樂亭)                                       | 세종 나성길 10-48            | 부안임씨전서공파종중       | 2012년 12월 31일 지정                                                       |      |
| 9호  |      | 금남 모인당 (錦南 慕忍堂)                                       | 세종 금남면 도암영곡길 89-25 | 화순최씨종중               | 2012년 12월 31일 지정                                                       |      |
| 10호 |      | 부강 보만정 및 검담서원 묘정비 (芙江 保晩亭 및 黔潭書院 廟庭碑) | 세종 부강면 금호선말길 15-18 | 은진송씨동춘당문정공파종중 | 2012년 12월 31일 지정                                                       |      |
| 11호 |      | 장군 보광사 산신도 (將軍 普光寺 山神圖)                         | 세종 장군면 은용리 400-6     | 보광사                     | 2012년 12월 31일 지정                                                       |      |
| 12호 |      | 장군 보광사 독성도 (將軍 普光寺 獨聖圖)                         | 세종 장군면 은용2길 225      | 보광사 주지                | 2014년 6월 30일 지정                                                        |      |
| 13호 |      | 연서 학림사 신중도 (燕西 鶴林寺 神衆圖)                         | 세종 연서면 와룡로 353       | 학림사                     | 2014년 12월 22일 지정, 2019년 10월 21일 해제, 세종 유형문화재 제23호로 지정 |      |

## 참고 자료
- 세종특별자치시 공고/고시